# فرانسوا کنه
فرانسوا کنه (به فرانسه: François Quesnay) پزشک و اقتصاددان فرانسوی از گروه فیزیوکرات‌ها که به خاطر انتشار کتاب میز اقتصاد در سال ۱۷۵۸ میلادی مشهور شد. این کتاب بنیادی گروه فیزیوکرات‌ها است.
بنیان گذار مکتب فزیوکراسی که با ابداع نموداری به عنوان جدول(یا تابلو) اقتصادی نخستین تصویر از گردش در امد در جامعه را به نمایش گذاشت. وی متولد شهر مِر فرانسه بود. پدرش از مالکین خرده‌پایی بود که بعدها تاثیر زیادی در درک او از اقتصاد گذاشت. در ابتدا قرار بود جراح شود و تحصیلات در پزشکی را آغاز و در سال ۱۷۷۴ فارغ‌التحصیل و به پزشک لویی پانزدهم تبدیل شد. او از سال ۱۷۵۰ مطالعات خود را آغاز کرد و ۸ سال بعد تلاشش در تحلیلی شکلی از علم اقتصاد به ثمر نشست و کتاب جدول اقتصادی را منتشر کرد.

## مدل اقتصادی کنه
کنه مدلی اقتصادی ایجاد کرده بود که در آن سه طبقۀ اجتماعی عامل تحرک اقتصاد بودند. طبقه «مالک» که مالک زمین بودند. طبقه «مولد» که شامل نیروهای زراعی، و طبقه «عقیم» که متشکل از صنعت‌گران و تجار بودند. جراین تولید و نقدینگی بین این طبقه‌ها از طریق طبقه «مالک» آغاز شد زیرا آن‌ها مالک زمین بودند و از هر دو طبقه دیگر چیزی می‌خریدند. این قرآنید چند مرحله دارد: در مرحله اول کشاورز ۱۵۰۰ واحد غذایی را در زمینی که از مالک اجاره کرده، تولید و از این تعداد، ۶۰۰ واحد بابت تغذیه او و نیروی کارش و دام‌هایی که دارد هزینه می‌شود و ۹۰۰ واحد باقی‌مانده را در بازار به ارزش ۱ دلار به ازای هر واحد می‌فروشد. او حدود ۳۰۰ دلار نگه می‌دارد. نصفی برای خود، و نصفی برای نیروی کارش تا بتواند کالای غیر زراعی مثل لباس از بازرگان و صنعت‌گر بخرد. ۶۰۰ دلار هم به عنوان سود خالص باقی می‌ماند که به آن تولید خالص می‌گفت.
در مرحله دوم، صنعت‌گر ۷۵۰ واحد محصول صنعتی تولید می‌کند. برای تولید این سطح نیازمند ۳۰۰ واحد غذا و ۱۵۰ واحد کالای خارجی است. هم‌چنین به ۱۵۰ واحد غذا و ۱۵۰ واحد کالای صنعتی به منظور بقا طی سال نیاز دارد. او ۴۵۰ واحد غذایی مورد نیاز خود را از کشاورز خریده و ۱۵۰ کالای خراجی خود را از تاجر خریداری می‌کند و ۶۰۰ واحد از محصولاتش را در بازار به ارزش ۶۰۰ دلار می‌فروشد. از آن‌جایی که صنعت‌گر باید برای سال بعد ابزار بخرد، سود خالصی نخاوهد داشت. مالک تنها مصرف‌کننده‌ای است که هیچ تولید خاصی ندارد. او ۶۰۰ دلار اجاره‌ای ه از کشاورز می‌گیرد را به دو بخش ۳۰۰ دلاری برای غذا و ۳۰۰ دلاری برای مخصولات صنعتی هزینه می‌کند. از آن‌ج که مالک تنها مصرف‌کننده است، کنه او را عامل اصلی تحرک اقتصادی می‌داند. تاجر هم ۱۵۰ دلاری که از صنعت‌گر گرفته را برای خرید غذا در بازار مصرف می‌کند و البته غذاها را از کشور خارج می‌کند، تا با خارجی‌ها به مبادله بپردازد. این نوع نگاه تحلیلی و فرایند محور که کنه به آن دامن زد، یکی از سنگ بناهایی بود که آدام اسمیت را به سمت «ثروت ملل» سوق داد.